# Paul von Hindenburg
Paul Ludwig Hans Anton von Beneckendorff und von Hindenburg (ur. 2 października 1847 w Poznaniu, zm. 2 sierpnia 1934 w Neudeck) – niemiecki dowódca, feldmarszałek i polityk, w latach 1925–1934 prezydent Republiki Weimarskiej i III Rzeszy.

## Życiorys

### Młodość

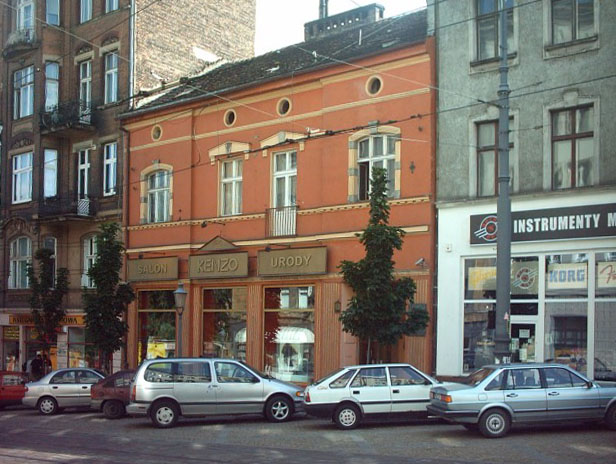
Poznań, ul. Podgórna 6 (d. 7) – dom, w którym mieszkał Paul von Hindenburg, niedoszła siedziba byłego Muzeum im. Hindenburga

Paul Ludwig Hans Anton urodził się 2 października 1847 w Poznaniu. W 1855 roku ojciec Paula został przydzielony do regimentu stacjonującego w Głogowie, w którym rodzina Hindenburgów zamieszkała przy Kirchstraße 70. Początkowo uczęszczał do miejskiej szkoły ewangelickiej. W 1863 roku ojciec Paula został awansowany do stopnia majora. Prawdopodobnie w kwietniu tego roku został przeniesiony do jednostki stacjonującej przy Friedrichstraße w Berlinie.

### Kariera wojskowa
Paul von Hindenburg wstąpił do Korpusu Kadetów, następnie rozpoczął służbę w siłach zbrojnych Prus. W 1865 roku został podoficerem. Brał udział w wojnie prusko-austriackiej (1866) oraz wojnie francusko-pruskiej (1870–1871). Po powrocie z wojny, w latach 1878–1884, ukończył Akademię Wojskową. W 1885 trafił do Sztabu Generalnego, już jako kapitan. Następnie przybył do Szczecina, jako drugi oficer sztabowy i generalny komendant II Korpusu armijnego. Tam służył pod rozkazami generała Hanna von Weiherna. W Szczecinie poznał Gertrudę Wilhelminę von Sperling, z którą zawarł związek małżeński 24 września 1879 roku. Ich pierwsza córka, Irmgard, urodziła się w Szczecinie 14 listopada 1880, następnie syn Oskar w 1883 roku w Königsbergu (Królewcu). W kwietniu 1884 Hindenburg został przeniesiony do Poznania i objął jako szef kompanii dowództwo nad batalionem 58. Regimentu piechoty. Sztab tego regimentu stacjonował w Głogowie. W roku 1889 został szefem oddziału piechoty w pruskim Ministerstwie Wojny, zaś w 1893 roku komendantem 91. Regimentu piechoty. 29 listopada 1891 roku w Berlinie przyszła na świat kolejna córka – Anna Maria. W 1896 roku Hindenburg został mianowany szefem sztabu VIII Korpusu stacjonującego w Koblencji, zaś w następnym roku otrzymał szlify generalskie. W roku 1900 został komendantem 28. Dywizji piechoty, stacjonującej w Karlsruhe. W latach 1903–1911 pracował w Ministerstwie Wojny. W 1911 roku Hindenburg przeszedł w stan spoczynku.

### Powrót do wojska
Na początku I wojny światowej został powołany do czynnej służby jako dowódca 8. Armii (od 22 sierpnia 1914 roku).
30 sierpnia 1914 roku jako dowódca 8. Armii odniósł zwycięstwo nad wojskiem rosyjskim pod Tannenbergiem w Prusach Wschodnich oraz nad Jeziorami Mazurskimi. 17 września na czele nowo utworzonej 9. Armii z Górnego Śląska Hindenburg wyruszył przez południową Polskę na Iwangorod i Warszawę. 26 sierpnia Ludendorff, wraz z Hindenburgiem wydali 8. Armii rozkazy, które przewidywały zaatakowanie rosyjskiej armii „Narew” dowodzonej przez Samsonowa, stacjonującej na południu Prus Wschodnich. Atak rozpoczęto na całym odcinku od Lidzbarka do Biskupca. 1 listopada 1914 Hindenburg objął naczelne dowództwo frontu wschodniego i otrzymał stopień feldmarszałka. W dniach od 16 listopada do 15 grudnia 1914 roku rozegrała się jedna z ważniejszych bitew I wojny światowej pod Łodzią, gdy tymczasem Korpus Armijny Hindenburga przygotowywał się do zimowej bitwy, która miała miejsce w dniach od 4 do 22 lutego. O zwycięstwach Hindenburga pisał niemiecki pisarz Richard Dehmel, który był „wolnym uczestnikiem” wojny, przebywającym na froncie zachodnim. W jego notatkach z 10 grudnia 1914 roku w dzienniku można zauważyć uwagę, że wojska pod dowództwem Hindenburga wzięły do niewoli 150 tys. żołnierzy rosyjskich (w tym także 400 Japończyków) i 500 dział.
Od 1915 roku jego oddziały były sukcesywnie wypierane z zachodnich terenów Rosji i Galicji. Do kwietnia walki trwały na terenie Karpat. 29 sierpnia 1916 roku zastąpił generała von Falkenhayna na stanowisku szefa Sztabu Generalnego. W 1917 roku wraz z Ludendorffem zmusił do ustąpienia ze stanowiska kanclerza Bethmanna Hollwega. Kosztowna ofensywa na Zachodzie zarządzona przez Hindenburga (marzec-lipiec 1918 roku) sprowokowała kontrnatarcie aliantów, którzy z pomocą wypoczętych wojsk amerykańskich pokonali i zmusili do kapitulacji armie niemieckie.
W 1916 r. Hindenburg został odznaczony Krzyżem Rycerskim Krzyża Żelaznego. W 1918 roku Hindenburg po raz pierwszy spotkał kaprala Adolfa Hitlera. Po 1918 roku tłumił wystąpienia rewolucyjne w Niemczech, został autorem powiedzenia o „nożu wbitym w plecy” niemieckiej armii podczas I wojny światowej (Dolchstosslegende). Po zakończeniu wojny otrzymał gwiazdę do Krzyża Wielkiego Krzyża Żelaznego, która była nazywana Hindenburgstern. To samo odznaczenie otrzymał też feldmarszałek Blücher i nosiło ono nazwę Blücherstern.

### Prezydentura

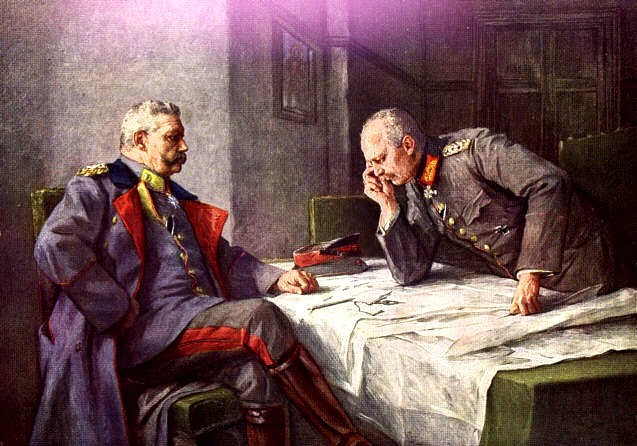
Paul von Hindenburg i Erich Ludendorff

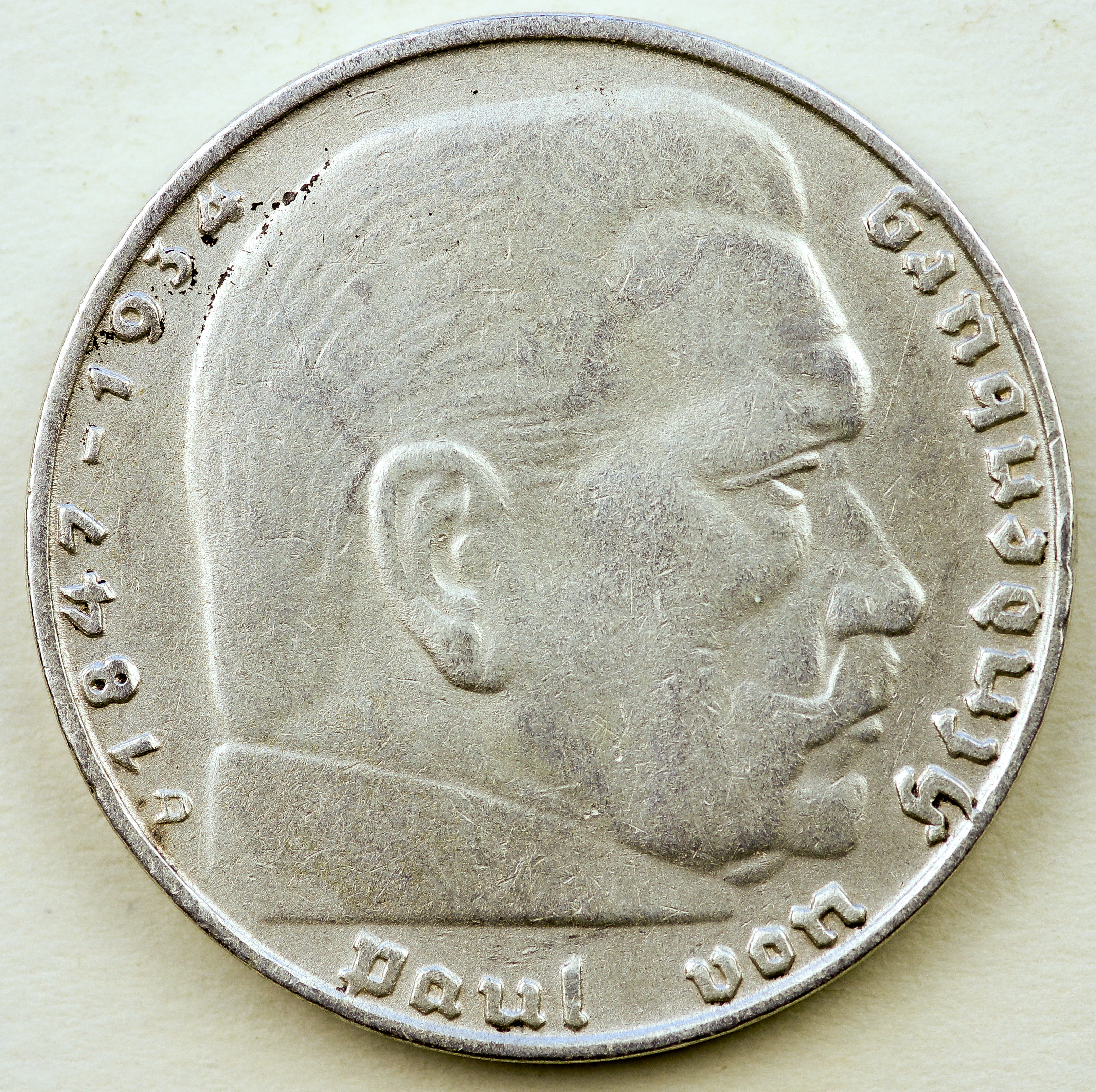
Moneta o nominale 2 marek Rzeszy z wizerunkiem Hindenburga

W 1925 i 1932, pomimo przekonań monarchistycznych i niechęci do republiki, zgodził się kandydować i został wybrany prezydentem Republiki Weimarskiej. W walce o pierwszą kadencję został poparty przez siły konserwatywne i nacjonalistyczne. Natomiast w 1932 roku rekomendowały go partie centrolewicowe (pokonał Adolfa Hitlera i Ernsta Thälmanna). Podczas sprawowania funkcji zaskarbił sobie sympatię większości Niemców, także tych o poglądach lewicowych, oraz zdobył ogromny autorytet pośród rodaków. Wówczas wykształcił się swego rodzaju kult jego osoby (w 1915 roku wieś Zabrze (Rejencja opolska) na Górnym Śląsku przemianowano na Hindenburg). Po śmierci pochowano go na terenie Tannenberg-Denkmal, pomnika na cześć zwycięskiej bitwy pod Tannenbergiem w 1914 roku (dzisiejszy Stębark), zwanego od tego czasu Mauzoleum Hindenburga, znajdującego się w miejscowości Sudwa pod Olsztynkiem.
30 stycznia 1933 jako prezydent powołał Adolfa Hitlera na stanowisko kanclerza Rzeszy. Wicekanclerzem Rzeszy i komisarzem Rządu Rzeszy w Prusach został Franz von Papen, do którego Hindenburg miał pełne zaufanie. Jednocześnie z powołaniem rządu Hitlera prezydent Rzeszy rozpisał wybory do Reichstagu (trzecie w ciągu roku – lipiec 1932, listopad 1932), wyznaczając je na marzec 1933. Po pożarze budynku Reichstagu (w przeddzień wyborów parlamentarnych) Hindenburg kontrasygnował w nocy 28 lutego 1933 dekret rządu Rzeszy „O ochronie narodu i państwa” (niem. Zum Schutz von Volk und Staat) – faktyczne zawieszenie praw obywatelskich (prawo do aresztowań bez kontroli sądu, cenzury prasy i korespondencji, podsłuchów telefonicznych, zakaz zgromadzeń itd.). Konsekwencją były masowe aresztowania przeciwników politycznych NSDAP, osadzanie ich w obozach koncentracyjnych w trybie administracyjnym i wszechobecny terror bojówek SA, które stały się częścią pruskiej policji, podporządkowanej Hermannowi Göringowi jako ministrowi spraw wewnętrznych Prus (jako tzw. policja pomocnicza).
Reichstag nowej kadencji uchwalił Ermächtigungsgesetz („ustawa o nadzwyczajnych pełnomocnictwach”), zawieszającą konstytucję Republiki Weimarskiej, przekazując rządowi Rzeszy „czasowo” uprawnienia ustawodawcze parlamentu. Ustawa, przedłużana dwukrotnie, obowiązywała do 1945 i była jedyną prawną podstawą totalitarnej władzy NSDAP i Adolfa Hitlera.
Drugiej kadencji Hindenburg nie ukończył. Ostatnie miesiące życia spędził w swym majątku rodowym w Neudeck, z dala od polityki. Czując zbliżającą się śmierć, 11 maja 1934 roku spisał testament polityczny, w którym wyraził opinię, że narodowy socjalizm w Niemczech jest przejściowy. Hitler ogłosił, że tytuł prezydenta Rzeszy był „nierozerwalnie związany z nazwiskiem wielkiego nieboszczyka”. Dzień przed śmiercią Hindenburga Hitler, w drodze rozporządzenia rządu Rzeszy, połączył stanowiska prezydenta i kanclerza Rzeszy w funkcję „Führer i Kanclerz Rzeszy”, przejmując oficjalne zwierzchnictwo nad siłami zbrojnymi Niemiec. Wysunięto ustawę wprowadzającą to rozwiązanie i ratyfikowano ją w ogólnopaństwowym plebiscycie przeprowadzonym 16 sierpnia 1934 roku. Było to formalne ustanowienie dyktatury narodowo-socjalistycznej w Niemczech.
Hindenburg zmarł 2 sierpnia 1934 roku o godzinie 9.00 rano w Neudeck. Na wieść o jego śmierci zarządzono w całych Niemczech żałobę narodową. W 1935 Reichsbank wprowadził do obiegu srebrne monety o nominale 5 reichmarek, a w 1936 także monety dwumarkowe z jego wizerunkiem. Obie monety były bite do 1939 roku.

## Mauzoleum Paula von Hindenburga
Na terenie dawnych Prus Wschodnich, w pobliżu wsi Sudwa (na przedmieściach Olsztynka), znajdują się pozostałości fundamentów po mauzoleum marszałka Paula von Hindenburga. Pomnik-mauzoleum zbudowano dla uczczenia zwycięstwa Niemców nad armią rosyjską w sierpniu 1914 roku. W dniu 7 sierpnia 1934 uroczyście pochowano tam zmarłego Hindenburga, co jednak nie było zgodne z ostatnią wolą marszałka. W pogrzebie brał udział Adolf Hitler. 2 października 1935 roku trumnę ze zwłokami Hindenburga przeniesiono do specjalnie przygotowanego Honorowego Podwórca (Ehrenhof). W styczniu 1945 roku Niemcy w ostatniej chwili zdążyli wywieźć w głąb Niemiec trumnę z jego zwłokami. Kilka dni później pomnik został wysadzony w powietrze przez wycofujące się wojska niemieckie. Obecnie szczątki feldmarszałka spoczywają w kościele św. Elżbiety w Marburgu nad rzeką Lahn w Hesji.

## Rodzina von Hindenburga
W pełnym brzmieniu nazwiska marszałka – von Beneckendorff und von Hindenburg dostrzega się dwie części składowe, będące nazwami rodów. Zostały one oficjalnie połączone w roku 1789. Każdy ród z osobna posiada wielowiekową historię. Początki rodu Hindenburgów sięgają 1000 roku. Z tego okresu jednak nie zachowały się żadne źródła pisane. Natomiast pierwsze wzmianki o Beneckendorffach pojawiają się w kronikach miejskich z 1280 roku. Jest w nich mowa o kędzierzawym zakonniku, noszącym imię Johannes de Benkendorpe, który zawarł umowę kupna soli z franciszkańskim mnichem Wernerem von Schulenburgem. Nazwiska przodków marszałka pisane były dawniej w różny sposób: -dorp, -dorff, -dorf. Jeszcze w 1915 roku w jednym z meklemburskich muzeów w Schwerinie znajdowały się liczne pamiątki z wojny trzydziestoletniej po oddziałach von Beneckendorffa. Przodek marszałka przywędrował z Rosji, gdzie otrzymał tytuł hrabiego oraz herb: Trzy róże. Przodkowie marszałka osiedli w Nowej Marchii już w 1300 roku. W 1757 rodzina Beneckendorff wzięła udział w bitwie pod Kolinem.
Młodszy brat Ludwika – Konrad służył w stopniu porucznika (leutnanta) w Gardeschützenbataillon, a w późniejszych czasach został mianowany komendantem najprawdopodobniej tej jednostki. Umarł w randze generała-majora (Generalmajor). „Hinden” jest starym wyrazem, pochodzącym od hindin, lub hirschkuh, które z kolei mogły mieć związek ze słowem Hund lub Hundschaft. Część rodziny o tym nazwisku przebywała na terenie Prus. 10 stycznia 1722 zmarł bezdzietnie pułkownik Otto Fredrich von Hindenburg. Był on właścicielem majątków ziemskich Neudeck (Ogrodzieniec) oraz Limbsee (Limża) nadanych przez króla Prus Fryderyka Wielkiego za zasługi położone w wojnach śląskich przeciwko Austrii. Dobra owe odziedziczyły następnie siostry Ottona Friedricha – Zofia i Barbara. Później dobra odziedziczył Otto Gottfried von Beckenendorf, wnuk Barbary i pradziadek Paula, nastąpiło to po śmierci Zofii i Barbary w latach odpowiednio 1774 i 1778. Jednak przejęcie przez Ottona Gotfrieda własności obwarowano pewnym warunkiem: wolą Otto Friedricha von Hindenburg było, aby kolejny dziedzic Neudeck i Limbsee przejął wraz z nimi nazwisko Hindenburg i herb tego rodu. Oficjalne połączenie nazwisk potwierdził swym dekretem król Prus Fryderyk Wilhelm II dnia 2 stycznia 1789. Od tego czasu kolejni dziedzice nosili nazwisko von Beneckendorf und von Hindenburg i pieczętowali się herbem będącym połączeniem motywów wziętych z obu herbów rodowych.
W 1801 roku Hindenburgowie osiedlili się w Neudeck. Urodził się tam starszy syn, który w późniejszych latach był radcą krajowym w Prowincji Poznańskiej. Zaś młodszy syn – Jan Henryk, nie mając dalej ochoty służyć pod rozkazami Napoleona w 1806 roku odszedł z wojska i zmarł w Limży 6 maja 1827 roku. Rodzice babki marszałka ostatni rok przeżyli w Neudeck pozostając pod opieką swojego jedynego syna, Otto Ludwik zmarł 18 lipca 1855.
Ojciec marszałka – Robert urodził się w Neudeck 21 maja 1816 roku terenie prowincji pruskiej był on krajowym dyrektorem ziemskim, dzięki czemu w czasach napoleońskich pomagał swojej starszej rodzinie. W 1832 roku ojciec Paula jako piętnastolatek służył w 18 Regimencie Piechoty, który stacjonował w Poznaniu. Rodzice Paula zawarli związek małżeński w kościele garnizonowym w Poznaniu 17 października 1845 roku. Zamieszkali przy Bergstraße 7, a w październiku 1849 roku przenieśli się na Wilhelmstraße 15.

## Odznaczenia
Lista niepełna:
- Wielka Gwiazda Krzyża Żelaznego (Prusy)[5]
- Krzyż Wielki Krzyża Żelaznego (Prusy, 29 sierpnia 1914)[6][5]
- Order Orła Czerwonego I klasy z liśćmi dębu i szabalami na pierścieniu (Prusy)[7]
- Order Orła Czerwonego IV klasy (Prusy, 1866)[5]
- Order Królewski Korony II klasy (Prusy)[7]
- Krzyż Żelazny II klasy (Prusy)[7]
- Order Wojskowy Maksymiliana Józefa (Bawaria)[5]
- Order Zasługi Wojskowej I klasy (Bawaria)
- Order Wojskowy Świętego Henryka (Saksonia)[5]
- Krzyż Wielki Orderu Alberta (Saksonia)[7]
- Krzyż Wielki Orderu Ernestyńskiego (Saksonia)[7]
- Krzyż Wielki Orderu Sokoła Białego (Saksonia-Weimar)[7]
- Order Zasługi Wojskowej (Wirtembergia)[5]
- Krzyż Wielki Orderu Fryderyka (Wirtembergia)[7]
- Honorowy Wielki Krzyż Orderu Domowego i Zasługi Księcia Piotra Fryderyka Ludwika (Oldenburg)[7]
- Krzyż Wielki Orderu Alberta Niedźwiedzia (Anhalt)[7]
- Krzyż Fryderyka (Anhalt)[5]
- Krzyż Wielki Orderu Bertholda I (Badenia)[7]
- Krzyż Zasługi Wojennej I i II klasy (Meklemburgia-Strelitz)[8]
- Krzyż Wielki Orderu Świętego Stefana (Austro-Węgry, 1914)[9]
- Wielki Oficer Orderu Świętych Maurycego i Łazarza (Włochy)[7]
- Order Krzyża Pogoni I klasy z mieczami (Litwa, 1928)[10]
- Krzyż Wielki Orderu Zasługi Wojskowej (Hiszpania)[7]

## Honorowe obywatelstwo miast
Paul von Hindenburg otrzymał honorowe obywatelstwo przeszło 250 miast w Niemczech, m.in.:
- Akwizgran, Berlin, Bonn, Brema, Chemnitz, Dortmund, Düsseldorf, Duisburg, Essen, Frankfurt nad Menem, Frankfurt nad Odrą (1933, pozbawiony 1990), Gotha, Halle, Hamburg (1917), Hanower, Jena, Karlsruhe, Kassel, Kilonia, Koblencja, Kolonia, Królewiec, Krefeld, Lipsk, Lubeka, Moguncja, Marburg, Monachium, Monaster, Norymberga, Oldenburg, Padeborn, Plauen, Recklinghausen, Saarbrücken, Schwerin, Tylża, Ulm, Weimar, Wormacja, Wuppertal, Zwickau, Żytawa.

### Miasta w obecnych granicach Polski[11]
- Bolków, Bytom, Elbląg, Gdańsk (1915), Gliwice, Gorzów Wielkopolski, Iława, Kisielice, Kołobrzeg, Królewska Huta, Legnica, Malbork (1915), Morąg (1927), Mysłowice, Nowa Ruda, Nysa, Olsztyn, Opole (1916)[12], Ostróda, Poznań (1914, pozbawiony 1919)[1], Prabuty, Racibórz, Reszel (1915), Stargard, Szczecin, Tarnowskie Góry (1916)[13], Toruń (1914), Wałbrzych, Wrocław (1927), Zabrze (1915).